# Lichtrea nata
Lichtrea nata är en insektsart som beskrevs av Irena Dworakowska 1981. Lichtrea nata ingår i släktet Lichtrea och familjen dvärgstritar.
Artens utbredningsområde är Nepal. Inga underarter finns listade i Catalogue of Life.